# 心系四川
心系四川（日语:ハートエイド・四川)：2008年7月14日在日本东京国际论坛大楼为四川大地震災民所举办的募款音乐会，这次活动是由成龙和翁倩玉发起组织的，有来自东亚地区中国大陸、日本、香港、台湾、韩国的演艺界人士参加演出。共募集到两千七百万日元。

## 演出者
- 中国大陸
  - 阿兰·达瓦卓玛
  - 姚新峰、赵磊、俞彬、汤晓风、钱军、刘一
- 香港
  - 成龙
  - 林忆莲
  - 郭富城
  - 郑伊健
- 台湾
  - 翁倩玉（※ 台湾出身、日本国籍）
- 日本
  - w-inds.
  - 南高节
  - 中孝介
  - JAYWALK
  - IRUGA
  - 日野皓正
  - 东仪秀树
- 韩国
  - 金桢勳
  - JULY

## 相关网址
- (日语)